# قصر القضيبية

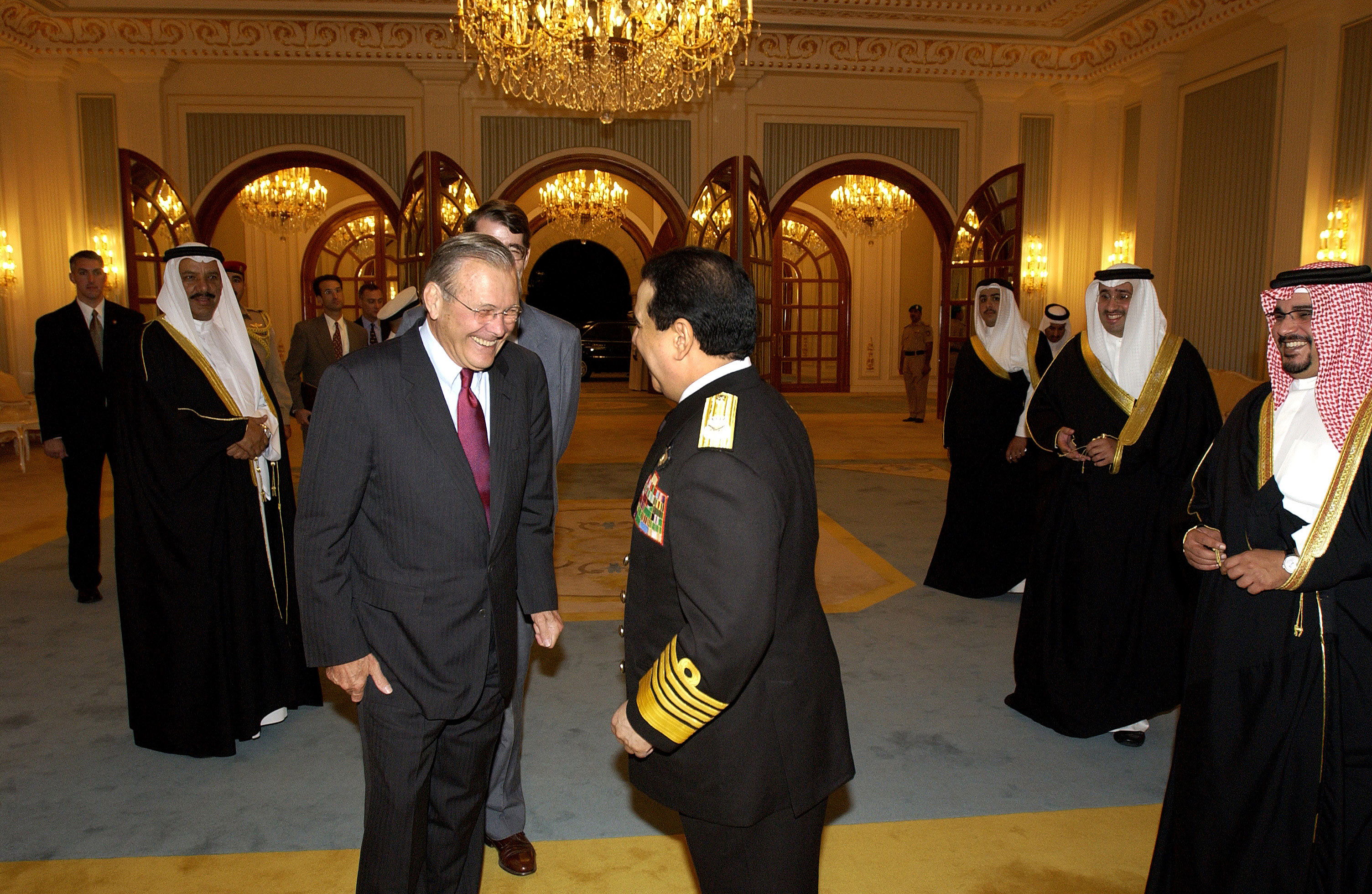
الملك حمد بن عيسى آل خليفة (وسط) برفقة ولي العهد سلمان بن حمد آل خليفة (يمين) يستقبلان وزير الدفاع الأمريكي دونالد رامسفيلد (يسار).

قصر القضيبية هو قصر رئاسي يقع في العاصمة البحرينية المنامة. وقد احتضن على مدى عقود اجتماعات ومؤتمرات سياسية واقتصادية بالغة الأهمية، وله أهمية خاصة في تحديد السياسة الخارجية للدولة. يجتمع مجلس وزراء البحرين كل يوم أحد في القصر، ولرئيس الوزراء خليفة بن سلمان آل خليفة مكتب فيه.

## التاريخ
قصر القضيبية هو قصر يقع في القضيبية، المنامة، البحرين. يقع قبالة شارع بني عتبة وشارع الفاتح السريع ويقع إلى الغرب من جامع أحمد الفاتح وإلى الجنوب الغربي القصر القديم وحديقة الأندلس ومقبرة المنامة. لعقود استضاف القصر بعض المؤتمرات السياسية والاقتصادية الأكثر أهمية في البلاد وكان لها دور بارز في الشؤون الخارجية للبلاد. أعلن محمد بن عيسى آل خليفة تولي الشيخ سلمان بن حمد آل خليفة سدة الحكم في البلاد عقب وفاة والده في شهر فبراير 1942م من سلالم قصر القضيبية. تم إعادة تصميم المناظر الطبيعية للقصر ما بين سبتمبر 2007 و سبتمبر 2008 من قبل وزارة الأشغال.

## الوصف
القصر مصبوغ باللونين الوردي الفاتح واللؤلؤي والقبة على شكل بصلة.

## الاحتجاجات
احتشد محتجون أمام القصر يوم 14 فبراير 2011 حاملين أعلام البحرين وهاتفين بسقوط ملك البحرين حمد بن عيسى آل خليفة وبرحيل رئيس الوزراء.